# Bozüyükspor
Bozüyükspor is een voetbalclub opgericht in 1973 te Bozüyük, een district van de provincie Bilecik, Turkije. De clubkleuren zijn blauw en wit, en de thuisbasis van de club is het Bozüyük Ilçestadion.

## Geschiedenis
De geschiedenis van Bozüyükspor gaat helemaal terug naar 1926. Toen werd de club opgericht onder de naam Bozüyük Idmanyurdu. In 1946 werd de naam veranderd in Bozüyük Gençlik. De club was vrij succesvol in de competities waarin het speelde: er werden regionale kampioenschappen behaald. In 1973 ontstond Bozüyükspor na een fusie van Bozüyük Gençlik met Sümerspor, Yıldırımspor en Azimspor. De vier sterren die hedendaags in het logo te zien zijn, representeren de vier clubs die destijds fuseerden. In 1986 werd Bozüyükspor een betaalde voetbalclub: de club schreef zich in in de derde nationale voetbaldivisie van Turkije. De club uit Bilecik speelde in 1991-92 zelfs in de tweede divisie, maar daarna ging het bergafwaarts. Sinds 2005 speelt de club weer in een professionele competitie (Türkiye Futbol Federasyonu 3. Lig), en in 2007 promoveerde Bozüyükspor naar Türkiye Futbol Federasyonu 2. Lig.